# Moskvič 2335
Moskvič 2335 (rusky Москвич-2335) nebo Пикап (Pick-up) byl automobil, který vyráběla automobilka Moskvič.
Moskvič 2335 je užikový automobil udvozeý od Moskviče 2141. Vyvinut byl už v roce 1991, ale vyráběl se až od roku 1994. Roku 1998 byl modernizován vzhled, stejně jako byl moderizován o rok dříve u osobního automobilu. Roku 2001 byla výroba ukončena.

## Externí odkazy

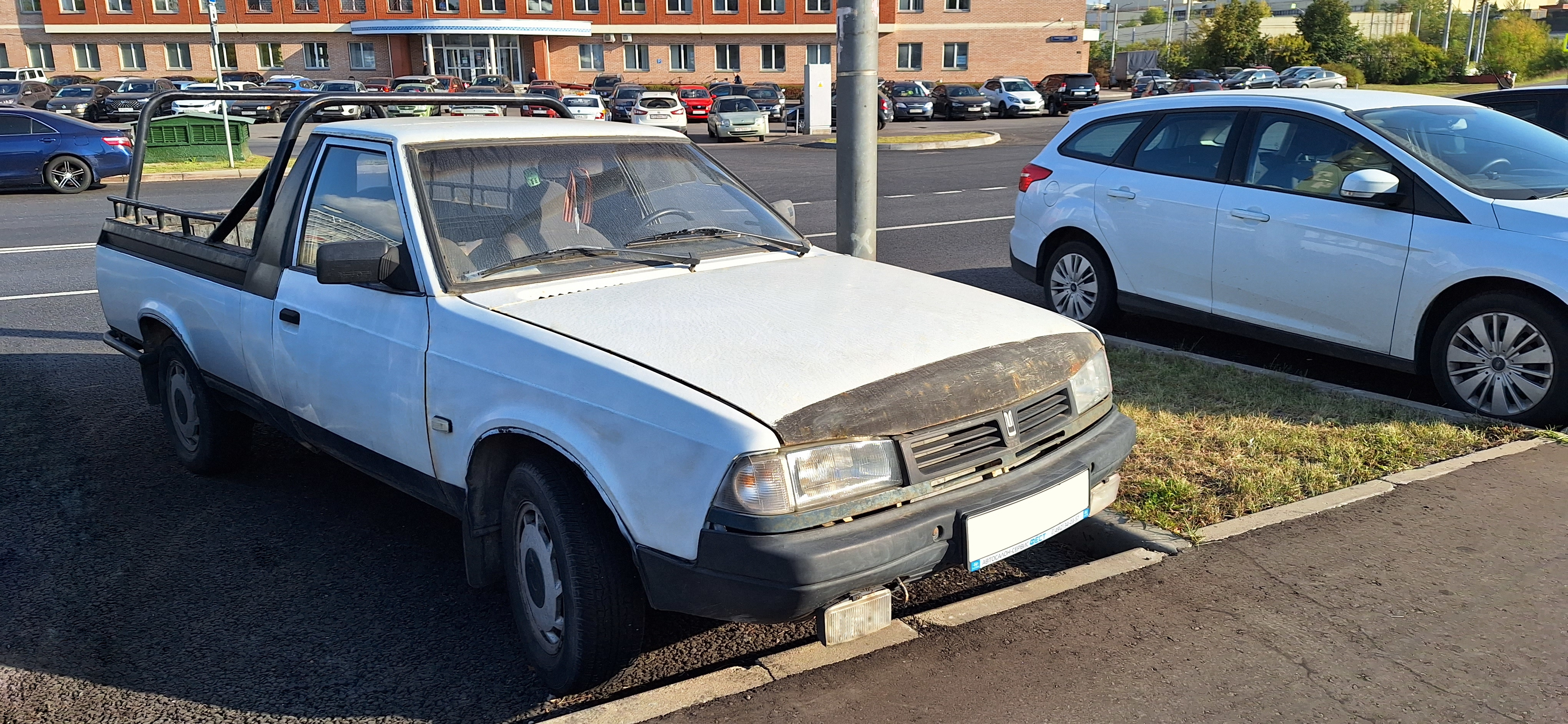
Nákladní vůz